# Hof van Cassatie
Het Hof van Cassatie is het hoogste rechtscollege in België, Frankrijk en andere door het Franse recht geïnspireerde rechtstelsels.
Het Hof neemt kennis van voorzieningen in cassatie of verbreking tegen vonnissen van rechtbanken en arresten van hoven die in laatste aanleg zijn gewezen.
Het Hof van Cassatie wordt vaak ten onrechte beschouwd als een derde aanleg. Dit is onjuist, omdat het rechtscollege over de grond of inhoud van de feiten geen oordeel kan vellen. Het is enkel bevoegd om een vonnis of arrest te verbreken als de rechter in beroep op straffe van nietigheid voorgeschreven vormvereisten niet heeft nageleefd of bepaalde rechtsregels niet correct heeft geïnterpreteerd of toegepast. In dat geval zal het vonnis of arrest verbroken worden en door het Hof van Cassatie naar een andere rechtbank of hof van beroep verwezen worden.
Sommige arresten van het Hof van Cassatie zijn mijlpaalarresten. Een voorbeeld is het Smeerkaasarrest.

## België
Het Belgische Hof van Cassatie is in Brussel gevestigd en bestaat uit drie kamers met telkens een Nederlandstalige en een Franstalige afdeling.

## Frankrijk
De Cour de cassation in Parijs telt ongeveer 85 raadsheren en is opgedeeld in zes kamers:
- Eerste civiele kamer (première chambre civile): burgerlijke zaken met betrekking tot beroepsorganisaties, individuele rechten, contracten, auteursrecht
- Tweede civiele kamer (deuxième chambre civile): burgerlijke staat, echtscheiding, en dergelijke
- Derde civiele kamer (troisième chambre civile): burgerlijke zaken met betrekking tot eigendom en ruimtelijke ordening
- Commerciële, economische en financiële kamer: vennootschapsrecht, faillissement, bankwezen, handel
- Sociale kamer (chambre sociale): arbeidsrecht, socialezekerheidsrecht
- Strafkamer (chambre criminelle): strafzaken

## Identieke instellingen
Hier onder volgt een lijst met landen die een identieke instelling als het Belgische en Franse Hof van Cassatie kennen:
- Italië (Italiaans: Corte Suprema di Cassazione)
- Armenië
- Irak
- Tunesië
- Ivoorkust
- Senegal

## Gelijkaardige instellingen
Verschillende landen die actueel of historisch beïnvloed zijn of waren door het Franse recht kennen instellingen die naar inhoud geheel of gedeeltelijk dezelfde functie vervullen. De benaming van deze instellingen verschilt echter van land tot land.
- Bulgarije: Върховен касационен съд (Hooggerechtshof van Cassatie)
- Estland: Hooggerechtshof
- Griekenland: Areios Pagos
- Monaco: Cour de révision
- Nederland: Hoge Raad der Nederlanden
- Roemenië: Înalta Curte de Casaţie şi Justiţie
- Spanje: Tribunal Supremo
- Turkije: Yargıtay
- Zwitserland: Tribunal fédéral